# Orectoderus salicis
Orectoderus salicis är en insektsart som beskrevs av Knight 1968. Orectoderus salicis ingår i släktet Orectoderus och familjen ängsskinnbaggar. Inga underarter finns listade i Catalogue of Life.